# Beka, Hrpelje - Kozina
Beka je naselje v Občini Hrpelje - Kozina.